# Strabomantis anatipes
Strabomantis anatipes är en groddjursart som först beskrevs av Lynch och Myers 1983.  Strabomantis anatipes ingår i släktet Strabomantis och familjen Strabomantidae. IUCN kategoriserar arten globalt som sårbar. Inga underarter finns listade i Catalogue of Life.